# 錫麟
錫麟（?—?），青州驻防滿洲鑲紅旗人，光緒二十年（1894年），参加光緒甲午科殿試，登進士三甲156名。同年五月，以主事分部学习。